# Torvorlage (Fußball)

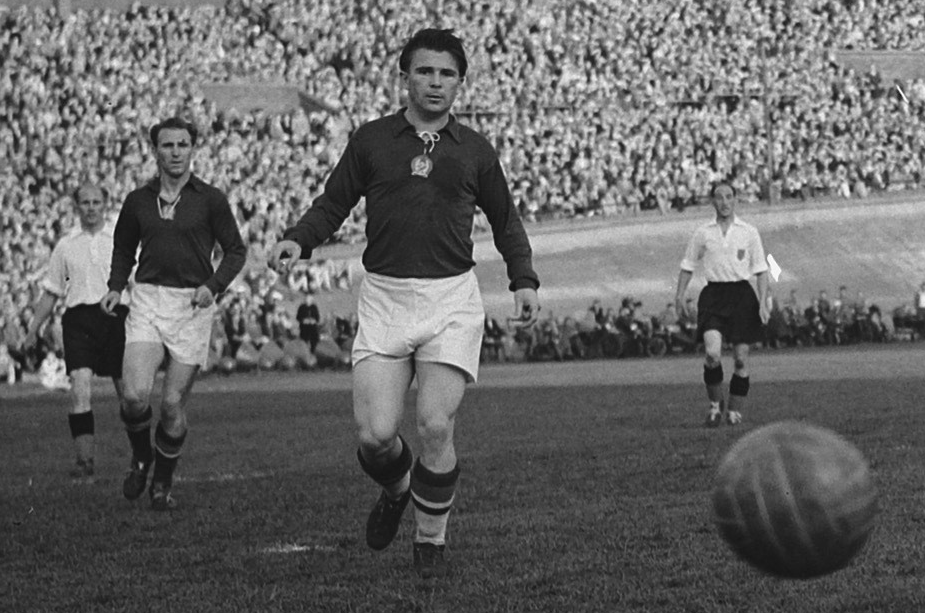

Eine Torvorlage (auch Assist) ist im Fußball ein Zuspielen des Balles, das durch den Ballempfänger direkt zum Torerfolg verwertet wird. In manchen Statistiken werden auch andere Aktionen als Torvorlage gezählt; so wird bei einem Tor durch einen Foulelfmeter oder einen direkten Freistoß der gefoulte Spieler als Vorlagengeber oder Vorbereiter des Tores gewertet. Die Vorlage kann etwa durch einen Pass, eine Flanke, einen Kopfball oder auch mit einem Einwurf erfolgen. Wenn der Ball von einem gegnerischen Spieler zum Torschützen kommt oder ein Tor direkt mit einem Abstoß oder einem Eckball erzielt wurde, wird keinem Spieler eine Vorlage zugesprochen.
Die Zeitschrift Kicker erfasst seit 1988 die Zahl der Torvorlagen in der deutschen Bundesliga und führt neben der Torjägerliste eine sogenannte Scorerliste, in der jeder Spieler sowohl für jedes selbst erzielte Tor als auch für jeden vorbereiteten Treffer einen Punkt erhält. Den Rekord für die meisten Vorlagen in einer Saison hält Emil Forsberg, der in der Saison 2016/17 für RB Leipzig 22 Treffer auflegte.

## Die Spieler mit den meisten Torvorlagen in der Bundesliga seit 1989
| Saison      | Spieler            | Verein               | Vorlagen |  |
| ----------- | ------------------ | -------------------- | -------- |  |
| 1988/89     | Manfred Bockenfeld | SV Waldhof Mannheim  | 12       |  |
| 1989/90     | Andreas Möller     | Borussia Dortmund    | 14       |  |
| 1990/91     | Uwe Bein           | Eintracht Frankfurt  | 15       |  |
| 1991/92     | Uwe Bein           | Eintracht Frankfurt  | 16       |  |
| 1992/93     | Uwe Bein           | Eintracht Frankfurt  | 17       |  |
| 1993/94     | Bernd Schuster     | Bayer 04 Leverkusen  | 13       |  |
| 1994/95     | Andreas Herzog     | Werder Bremen        | 17       |  |
| 1995/96     | Krassimir Balakow  | VfB Stuttgart        | 13       |  |
| 1996/97     | Dariusz Wosz       | VfL Bochum           | 17       |  |
| 1997/98     | Dorinel Munteanu   | 1. FC Köln           | 15       |  |
| 1998/99     | Marco Bode         | Werder Bremen        | 11       |  |
| 1999/00     | Stefan Effenberg   | FC Bayern München    | 12       |  |
| 2000/01     | Horst Heldt        | Eintracht Frankfurt  | 12       |  |
| 2001/02     | Zé Roberto         | Bayer 04 Leverkusen  | 16       |  |
| 2002/03     | Mehdi Mahdavikia   | Hamburger SV         | 14       |  |
| 2003/04     | Michael Ballack    | FC Bayern München    | 13       |  |
| 2003/04     | Franca             | Bayer 04 Leverkusen  | 13       |  |
| 2004/05     | Roy Makaay         | FC Bayern München    | 14       |  |
| 2004/05     | Martin Petrow      | VfL Wolfsburg        | 14       |  |
| 2004/05     | Aljaksandr Hleb    | VfB Stuttgart        | 14       |  |
| 2005/06     | Miroslav Klose     | Werder Bremen        | 14       |  |
| 2005/06     | Johan Micoud       | Werder Bremen        | 14       |  |
| 2006/07     | Miroslav Klose     | Werder Bremen        | 15       |  |
| 2007/08     | Diego              | Werder Bremen        | 11       |  |
| 2008/09     | Zvjezdan Misimović | VfL Wolfsburg        | 20       |  |
| 2009/10     | Mesut Özil         | Werder Bremen        | 17       |  |
| 2010/11     | Christian Tiffert  | 1. FC Kaiserslautern | 17       |  |
| 2011/12     | Franck Ribéry      | FC Bayern München    | 20       |  |
| 2012/13     | Franck Ribéry      | FC Bayern München    | 14       |  |
| 2013/14     | Marco Reus         | Borussia Dortmund    | 14       |  |
| 2014/15     | Kevin De Bruyne    | VfL Wolfsburg        | 21       |  |
| 2015/16     | Henrich Mchitarjan | Borussia Dortmund    | 20       |  |
| 2016/17     | Emil Forsberg      | RB Leipzig           | 22       |  |
| 2017/18     | Thomas Müller      | FC Bayern München    | 14       |  |
| 2018/19     | Jadon Sancho       | Borussia Dortmund    | 17       |  |
| 2019/20     | Thomas Müller      | FC Bayern München    | 21       |  |
| 2020/21     | Thomas Müller      | FC Bayern München    | 20       |  |
| 2021/22     | Thomas Müller      | FC Bayern München    | 18       |  |
| 2022/23     | Randal Kolo Muani  | Eintracht Frankfurt  | 13       |  |
| 2023/24     | Alejandro Grimaldo | Bayer 04 Leverkusen  | 14       |  |
|             |                    |                      |          |  |
| Rekordmarke |                    |                      |          |  |

In Frankreich sind die Regeln für die Zuerkennung einer Torvorlage strenger. Dort wird – im Männer- wie im Frauenfußball – keine Vorlage für den letzten eigenen Mitspieler angerechnet, wenn dazwischen noch ein Spieler der gegnerischen Mannschaft den Ball berührte. Ebenso wenig erhält derjenige Spieler einen Vorlagenpunkt, der im Strafraum gefoult wurde oder das strafbare Handspiel eines Gegners verursachte, woraus ein anschließend verwandelter Elfmeter resultierte.